# Municipio de Sumner (condado de Webster)
El municipio de Sumner (en inglés: Sumner Township) es un municipio ubicado en el condado de Webster en el estado estadounidense de Iowa. En el año 2010 tenía una población de 325 habitantes y una densidad poblacional de 33 personas por km².

## Geografía
El municipio de Sumner se encuentra ubicado en las coordenadas 42°21′57″N 94°4′17″O / 42.36583, -94.07139. Según la Oficina del Censo de los Estados Unidos, el municipio tiene una superficie total de 9.85 km², de la cual 9,7 km² corresponden a tierra firme y (1,5 %) 0,15 km² es agua.

## Demografía
Según el censo de 2010, había 325 personas residiendo en el municipio de Sumner. La densidad de población era de 33 hab./km². De los 325 habitantes, el municipio de Sumner estaba compuesto por el 98,46 % blancos y el 1,54 % eran de una mezcla de razas. Del total de la población el 0,31 % eran hispanos o latinos de cualquier raza.